# 第108回全国高等学校野球選手権大会
第108回全国高等学校野球選手権大会(だい108かいぜんこくこうこうやきゅうせんしゅけんたいかい)とは2026年夏季頃に予定されている全国高等学校野球選手権大会である。